# NGC 969
NGC 969 est une galaxie lenticulaire située dans la constellation du Triangle. NGC 969 a été découverte par l'astronome britannique John Herschel en 1827.

## Caractéristiques
Sa vitesse par rapport au fond diffus cosmologique est de 4 287 ± 29 km/s, ce qui correspond à une distance de Hubble de 63,2 ± 4,5 Mpc (∼206 millions d'al).

## Supernova
La supernova SN 1997dp a été découverte dans NGC 969 le 1er novembre 1997 par l'astronome amateur français Denis Christen,. Cette supernova était de type Ia.

## Groupe de NGC 973
NGC 969 fait partie d'un groupe de galaxies d'au moins 20 membres, le groupe de NGC 973. Outre NGC 969 et NGC 973, les autres du groupe sont entre autres NGC 974, NGC 987, NGC 1002 (=NGC 983) et NGC 1067.